# 若松平
若松 平（わかまつ たいら、1949年8月28日 - ）は、ホッカイドウ競馬に所属していた元調教師。北海道河東郡音更町出身。

## 概要
父若松進はホッカイドウ競馬で繋駕速歩競走の騎手会長を務め、繋駕速歩競走の廃止後は平地競走の調教師に転じた。
自身は当初父の厩舎で厩務員を務め、その後は調教師に転じ、1983年4月1日に開業。同年4月18日に初出走、同年4月25日に初勝利を挙げている。中村光春厩舎から移籍したシバフイルドーで1984年のクイーンカップを優勝、前厩舎から通算6連覇を達成し、日本記録となっている。
2000年にはオースミダイナーが13歳（馬齢は旧表記）で北海道スプリントカップを優勝しダートグレード競走の最高齢優勝記録を樹立、さらに同馬は翌2001年にも13歳（現表記）でエトワール賞を優勝し、日本重賞競走の最高齢優勝記録も保持している。
オースミダイナーの他にも10歳でステイヤーズカップを優勝したシンコウリーダー、12歳で現役復帰したキャニオンロマンなど高齢馬の管理を多く手がけている。
中央競馬の遠征では2003年のシャンハイジャンプが初勝利（札幌競馬場・2歳500万円以下）、2007年にはハートオブクィーンで函館競馬場のラベンダー賞と函館2歳ステークスを優勝している。
他に出身馬として1991年の東京大賞典を優勝したボールドフェイス（大井競馬場・飯野貞次厩舎）がいる。
2019年をもって調教師を引退した。
通算成績は1155勝（地方競馬1152勝・中央競馬3勝）。
所属騎手は佐々木国明、亀井洋司。かつては女性騎手の佐々木明美（国明の姉）も所属していた。

## 重賞勝利
- ホッカイドウ競馬
  - 北海道スプリントカップ - 2000年（オースミダイナー）
  - 北海優駿（ダービー） - 2008年（ボク）
  - ステイヤーズカップ - 1997年～1998年（オースミダイナー）、2003年（シンコウリーダー）
  - 瑞穂賞 - 1997年～2000年（オースミダイナー）4連覇
  - 赤レンガ記念 - 1996年～1997年（オースミダイナー）
  - エトワール賞 - 2001年（オースミダイナー）
  - クイーンカップ - 1984年（シバフイルドー）
  - 北斗盃 - 2004年（シャンハイジャンプ）
  - 王冠賞 - 2004年（シャンハイジャンプ）、2008年（ボク）
  - フロイラインカップ - 2002年（オリガミ）
  - 栄冠賞 - 2003年（シャンハイジャンプ）
  - フローラルカップ - 2007年（カミヒコーキ）
  - 銀杯 - 1989年（エバーフラツシユ）、1996年（マサルテンボシ）
  - 黄菊賞 - 1993年（ミスターサカキー）
  - ゴールドトロフィー - 1994年（マサルテンボシ）
- 他地区
  - 北日本オークス（上山競馬場） - 1992年（シーダメガミ）
  - 新潟市制100周年記念（新潟競馬場・地方競馬） - 1989年（エバーフラツシユ）
  - 函館2歳ステークス - 2007年（ハートオブクィーン）